# Jesse James Garrett
Jesse James Garrett (Ottawa, ...) è un informatico canadese, noto per il suo contributo innovativo nel design dell'esperienza utente e per aver coniato il termine AJAX.
È co-fondatore di Adaptive Path, una società di consulenza strategica e design.

## Biografia
Jesse James Garrett ha studiato presso l'Università della Florida e, dopo la laurea, nel 2001 ha co-fondato Adaptive Path, una società specializzata in esperienza utente e architettura dell'informazione. Nello stesso periodo, è stato anche tra i fondatori dell'Information Architecture Institute.
Garrett è noto per aver ideato il diagramma The Elements of User Experience, diventato un riferimento fondamentale per la comunità del web design a partire dal 2000. Questo schema ha ispirato l'omonimo libro, pubblicato nel 2002 e aggiornato con una seconda edizione nel 2010. Il modello è stato adottato in diversi ambiti, come lo sviluppo software e il design industriale.
Nel 2005 ha introdotto il termine AJAX, descrivendo una tecnologia che consente una navigazione web più fluida senza il completo ricaricamento delle pagine. Pur non essendo l'unico a sviluppare AJAX, il termine è nato da una sua riflessione personale.
Tra i suoi contributi al settore, Garrett ha sviluppato il Visual Vocabulary, una notazione standard per il design dell'interazione, e scritto saggi come ia/recon, che analizza l'evoluzione dell'architettura dell'informazione, e The Nine Pillars of Successful Web Teams, un modello per organizzare team di sviluppo.
Nel 2008 ha collaborato con Mozilla Corporation progettando il concetto Aurora, una visione per il futuro dei Web browser.

Durante il Summit sull'Architettura dell'Informazione del 2009, il suo discorso conclusivo, noto come "Memphis Plenary", ha generato un vivace dibattito all'interno della comunità dell'esperienza utente.

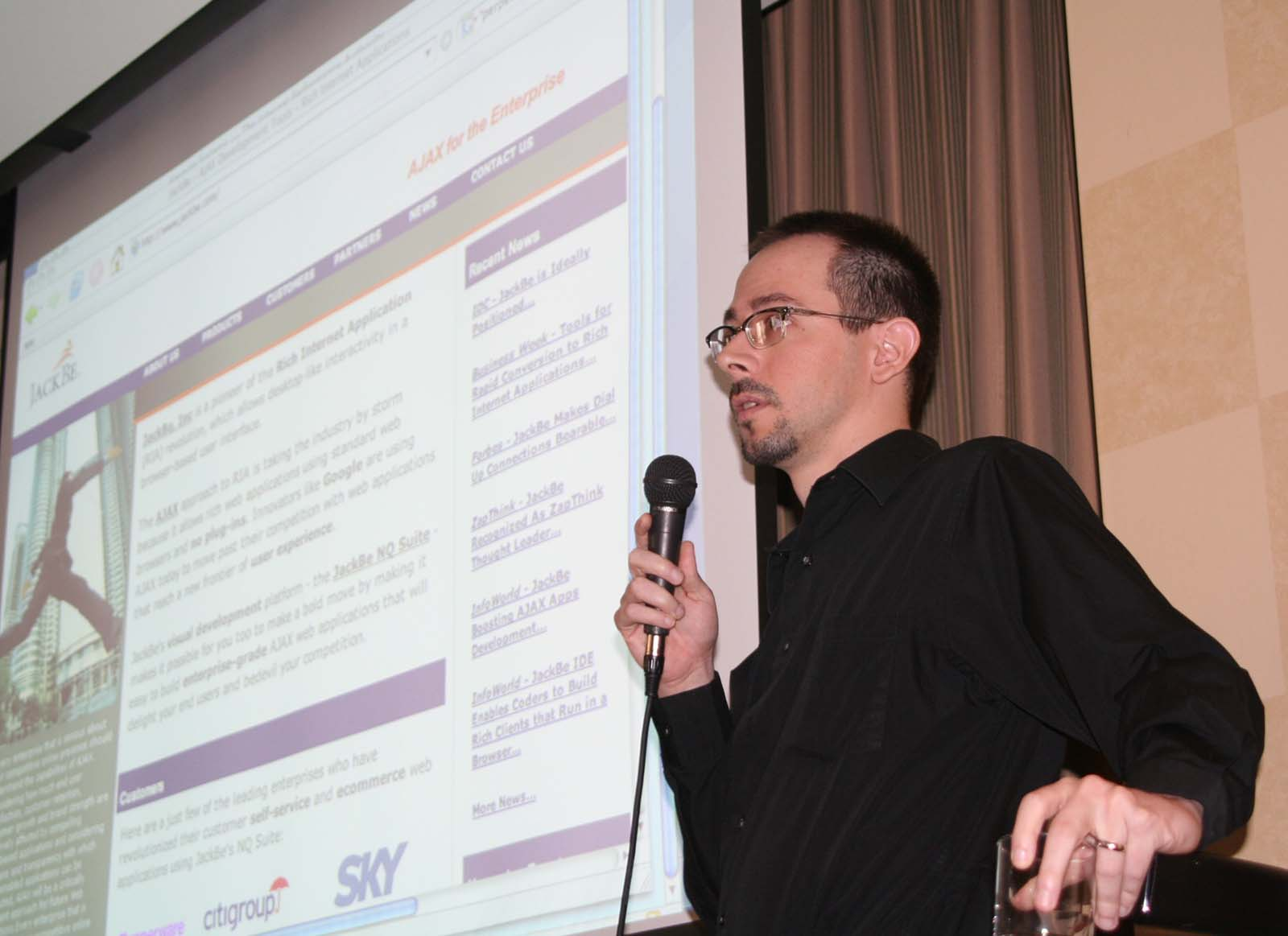
Garrett nel 2005

Nel 2011, Garrett è stato premiato nel concorso Knight News Challenge per il progetto "iWitness", una delle innovazioni mediatiche vincitrici di quell'anno.

## Vita privata
Dopo cinque anni a Los Angeles, Jesse James Garrett si è trasferito a San Francisco nel 1999.
È stato sposato con Rebecca Blood dal 2001 al 2014 e dalla loro unione è nato un figlio.

## Riconoscimenti
Nel maggio 2006 ha ricevuto il Wired Magazine's Rave Award per il suo contributo nel campo della tecnologia.

## Opere
- The Elements of User Experience, New Riders, 2002, ISBN 978-0321683687